# Kołaczkowo (powiat Wrzesiński)
Kołaczkowo is een dorp in het Poolse woiwodschap Groot-Polen, in het district Wrzesiński. De plaats maakt deel uit van de gemeente Kołaczkowo.